# Salzburger Hochthron
Salzburger Hochthron är ett berg i Österrike, på gränsen till Tyskland.   Det ligger i distriktet Salzburg-Umgebung och förbundslandet Salzburg, i den centrala delen av landet, 260 km väster om huvudstaden Wien. Toppen på Salzburger Hochthron är 1 853 meter över havet, eller 166 meter över den omgivande terrängen. Bredden vid basen är 1,4 km. Salzburger Hochthron ingår i Untersberg.
Terrängen runt Salzburger Hochthron är varierad. Runt Salzburger Hochthron är det ganska tätbefolkat, med 120 invånare per kvadratkilometer.. Närmaste större samhälle är Salzburg, 9,5 km norr om Salzburger Hochthron. 
I omgivningarna runt Salzburger Hochthron växer i huvudsak blandskog.